# Scleddau
Scleddau è un centro abitato del Galles, situato nella contea del Pembrokeshire.